# Centro de Estudios de la Realidad Económica y Social
El Centro de Estudios de la Realidad Económica Social (CERES) es un institutos de investigación económico uruguayo fundado en 1985, especializado en políticas públicas y con su sede ubicada en Montevideo.
Se dedica al análisis económico y social, sobre todo al diseño de políticas públicas y a promover su debate a nivel local y en foros internacionales, con el objetivo último de impulsar reformas que mejoren la calidad de vida de la gente. CERES desarrolla su misión gracias al apoyo mensual de socios suscriptores comprometidos con el desarrollo del país.

## Historia
Fue fundado en 1985, entre otros, por Ramón Díaz y Ricardo Peirano.Su primer director ejecutivo fue Edgardo Favaro.
| Directores ejecutivos   | Período    |
| ----------------------- | ---------- |
| Edgardo Favaro          | 1986-1988  |
| Claudio Sapelli         | 1988-1989  |
| Luis Viana              | 1989-1993  |
| Alejandro Vegh Villegas | 1993-1997  |
| Ernesto Talvi           | 1997-2018  |
| Guillermo Tolosa        | 2018-2020  |
| Ignacio Munyo           | desde 2020 |

## Actividades
CERES realiza distintos informes y análisis como: monitorear permanente la actividad del Poder Legislativo en Uruguay y organizarlas en "agendas", reportes sobre los hechos y tendencias más importantes en materia de seguridad interna uruguaya, análisis de los hechos más relevantes, acontecimientos políticos y sociales, y desafíos para la América Latina, análisis de sectores relevantes para la economía uruguaya, la realización del Índice Líder CERES (elaborado desde el 2002, es un indicador adelantado del nivel de actividad económica), entre otros.

## Organigrama
CERES posee una dirección ejecutiva, un Consejo Directivo de la Asociación Civil, un Consejo Académico Internacional, un Comité Honorario Asesor, distintas coordinadores, investigadores asociados y un equipo de investigación.